# آندری بوریسوف
آندری بوریسوف (استونیایی: Andrei Borissov؛ زادهٔ ۱ اوت ۱۹۶۹) بازیکن سابق و مربی فوتبال اهل استونی است.
از باشگاه‌هایی که در آن بازی کرده‌است می‌توان به باشگاه فوتبال اینفونت و باشگاه فوتبال تی‌وی‌ام‌کی اشاره کرد.
وی همچنین در تیم ملی فوتبال استونی بازی کرده‌است.